# Mario Stocker
Mario Stocker (* 23. Februar 1997) ist ein Schweizer Unihockeyspieler, der beim Nationalliga-A-Verein Zug United unter Vertrag steht.

## Karriere
Stocker durchlief den Nachwuchs der Red Devils March Höfe, bevor er die Nachwuchsstufen des Grasshopper Club Zürich durchlief. 2017 debütierte er in der Nationalliga A unter dem Cheftrainer Luan Misini. Der Märchler mit seinen feinen Händen wurde immer wieder von Verletzungen zurückgeworfen und konnte sein Talent beim Grasshopper Club Zürich nie voll entfalten.
Nach vier Jahren beim Grasshopper Club Zürich schloss sich Stocker dem Ligakonkurrenten Zug United an.